# Gualdo Tadino
Gualdo Tadino es una localidad y comune italiana de la provincia de Perugia, región de Umbría, con 15 811 habitantes.

## Evolución demográfica
| Gráfica de evolución demográfica de Gualdo Tadino entre 1861 y 2001 |
|                                                                     |
| Fuente ISTAT - elaboración gráfica de Wikipedia                     |